# Корецький провулок (Житомир)
 Корецький провулок  — провулок в Богунському районі Житомира.
Новий географічний топонім, пов'язаний з районним центром Корець Рівненської області.

## Розташування
З'єднує вулиці Героїв Пожежників та Західну в напрямку на південний захід, паралельно до Острозького провулку та вулиці Кармелюка, знаходячись посередині між ними.
Довжина провулка — 240 метрів.

## Історія
Попередня назва — 3-й провулок Фурманова. Відповідно до розпорядження Житомирського міського голови від 19 лютого 2016 року № 112 «Про перейменування топонімічних об'єктів та демонтаж пам'ятних знаків у м. Житомирі», перейменований на Корецький провулок.